# You Baby
You Baby è il secondo album in studio del gruppo musicale statunitense The Turtles, pubblicato nel 1966.

## Tracce
1. Flyin' High – 1:47
2. I Know That You'll Be There – 2:13
3. House of Pain – 2:48
4. Just a Room – 2:30
5. I Need Someone – 2:23
6. Let Me Be – 2:22
7. Down in Suburbia – 4:09
8. Give Love a Trial – 2:18
9. You Baby – 2:17
10. Pall Bearing, Ball Bearing World – 2:54
11. All My Problems – 3:15
12. Almost There – 2:15